# 총구 제동기

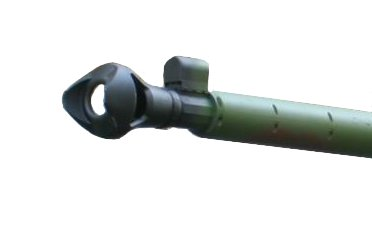
AMX-10 RC 장갑차의 105mm 주포 포구 제동기

총구 제동기, 총구 브레이크, 머즐 브레이크(muzzle brake) 또는 반동 보정 장치(recoil compensator)는 반동 및 원치 않는 총구 들림에 대응하기 위해 추진제 가스의 일부를 방향 전환하도록 고안된 화기 또는 캐넌의 총포신 또는 총구에 연결되거나 구성에 필수적인 기능(이동식 총신)이다. 총구 제동기가 통합된 배럴은 종종 이식(ported)된다고 한다.
총구 제동기의 개념은 포병용으로 처음 도입되었다. 이는 반동과 반동을 견디는 데 필요한 면적을 줄이기 위해 많은 대전차포, 특히 전차에 장착된 대전차포의 일반적인 기능이었다. 이 장치는 일반적으로 발사 후 발생하는 총신의 상승과 반동을 제어하는 데 도움이 되도록 소총과 권총에 다양한 형태로 사용되었다. 이는 실제 권총 대회에서 권총에 사용되며 일반적으로 이러한 맥락에서 보상 장치(compensator)라고 불린다.

## 같이 보기
- 소염기
- 소음기